# Uroleucon payuniense
Uroleucon payuniense är en insektsart som beskrevs av Ortego och Nieto Nafría 2007. Uroleucon payuniense ingår i släktet Uroleucon och familjen långrörsbladlöss. Inga underarter finns listade i Catalogue of Life.